# Pelargonium oblongatum
Pelargonium oblongatum gehört zur Gattung Pelargonium innerhalb der  Familie der Storchschnabelgewächse (Geraniaceae).

## Merkmale
Die Art wächst als Geophyt mit einer länglichen oder rübigen Knolle und erreicht Wuchshöhen von bis zu 30 Zentimeter. Die leuchtend grünen Blätter sind gestielt. Die Spreite ist einfach und eiförmig oder kreisrund geformt. Auf der Oberseite ist das Blatt mit langen und kurzen Drüsenhaaren besetzt. Auf der Blattunterseite sind kurze, weiche und spreizende Haare dicht angeordnet und ebenfalls Drüsenhaare zu finden. Der Blattrand ist unregelmäßig gezähnt und gewimpert.
Der Blütenstand ist verzweigt und jeder Teilblütenstand trägt 4 bis 8, manchmal auch bis 24, Einzelblüten. Der Blütenbecher ist lang ausgebildet und dicht mit Haaren besetzt. Von den fünf recht großen, blassgelb oder cremefarbenen Kronblättern sind die oberen zwei in einen Nagel ausgezogen und oberhalb eiförmig mit einer weinroten federartigen Markierung versehen. Die unteren drei Kronblätter sind breit ausgebildet und spatelig. Es sind fünf, aufwärts geneigte und unterschiedlich lange, fertile Staubblätter vorhanden, die aus der Blüte herausragen. Der Pollen ist orange gefärbt.
Die Chromosomenzahl beträgt 2n = 22.

## Vorkommen
Pelargonium oblongatum kommt aus der südafrikanischen Provinz Nordkap.

## Taxonomie
Die Erstbeschreibung erfolgte 1860 durch William Henry Harvey.
Ein Synonym für die Art ist Geraniospermum oblongatum (Harv.) Kuntze (1891).
Die Art gehört zur Sektion Hoarea (Sweet) DC. Sie wird in der Roten Liste der gefährdeten Pflanzenarten Südafrikas als „Least Concern“ = „nicht gefährdet“ bewertet.

## Nachweise